# Малое Макарово (Вологодская область)
Малое Макарово — деревня в Междуреченском районе Вологодской области.
Входит в состав Сухонского сельского поселения (с 1 января 2006 года по 8 апреля 2009 года входила в Враговское сельское поселение), с точки зрения административно-территориального деления — в Враговский сельсовет.
Расстояние до районного центра Шуйского по автодороге — 10,5 км. Ближайшие населённые пункты — Середнево, Воробейцево, Врагово, Калитино.
По переписи 2002 года население — 6 человек.